# Палестинська література

Прапор Палестини

До палестинської літератури належать романи, оповідання та вірші написані арабською мовою, авторами яких є палестинці. Як частина більш широкого напряму арабської літератури, сучасна палестинська література часто вирізняється підсиленим почуттям іронії та розкриттям екзистенціальних тем і питань ідентичності. Також поширеним є звернення до тем протистояння окупації, вигнання, втрат, любові та туги за батьківщиною.

## Історичні витоки
Палестинська література відноситься до численних арабських літератур, проте її ознака є швидше національною, аніж територіальною. Якщо єгипетською ми вважаємо літературу, що була написана в Єгипті, йорданською – в Йорданії і т. д., а до арабо-ізраїльської війни 1948 року література Палестини також була прив'язана до певної території, то після вигнання та втечі палестинців у 1948 році її почали називати "літературою, написаною палестинцями":9, в незалежності від місця їхнього проживання.

## Загальний огляд
Палестинська література торкається й інших причин гноблення та дискримінації по всьому світі. У своїй книзі один з найвидатніших представників палестинської літератури і автор поняття "Палестинська література опору" Гассан Канафані пише:  "У своїх творах я даю свободу героям вільно і без жодних застережень висловлювати власну позицію".  Таке відчуття міжнародної солідарності також присутнє у творах палестинських поетів, наприклад, у вірші Махмуда Дервіша "Кубинські співи"(Cuban Chants), а також у вірші Самі Аль-Касіма" Птахи без крил"(Birds Without Wings).
У проміжок часу між вигнанням і втечею палестинців 1948 року та Шестиденною війною 1967 року література палестинського опору виконувала важливу роль у збереженні палестинської ідентичності, формуючи місток між двома періодами. Саме це і дало змогу палестинській ідентичності вистояти, особливо в умовах відсутності збройного опору. У своїй книзі "Література палестинського опору в умовах окупації" Гассан Канафані зазначає: "Література палестинського опору, так само як і збройний спротив, формує новий цикл в історичному ланцюгу, який практично не переривається впродовж останніх півстоліття в житті палестинців".
Починаючи з 1967 року, більшість критиків стверджують про існування трьох "напрямків" або "гілок" палестинської літератури, умовно поділених за географічною ознакою: 1) всередині самого Ізраїлю, 2) на окупованих територіях, 3) серед палестинської діаспори по всьому Близькому Сходу.
Ханна Аміт-Кочаві визнає лише дві гілки палестинської літератури: ту, що була написана палестинцями всередині Ізраїлю, і ту, що написана за його межами.:11. Вона також проводить часову межу між літературою, написаною до 1948 року, і літературою, що з'явилася пізніше.
У статті 2003 року, опублікованій у журналі Studies in the Humanities, Стівен Салайта виділяє четверту гілку, до якої належать англомовні твори, зокрема, написані палестинцями у США. Він виокремлює їх як "літературу, що бере свій початок у країнах діаспори, однак за темою і змістом сфокусована на Палестині." Втім, Моріс Ебілені стверджує, що таке виокремлення четвертої гілки, яка стосується виключно англомовних літературних творів, не відповідає дійсності. Навпаки, переміщення палестинців як в Ізраїлі/Палестині, так і в діаспорі призвело до культурної та мовної диверсифікації серед палестинців, яка виходить за межі арабо- та англомовного середовища. Ебілені пропонує полілінгвальну гілку, яка включає твори палестинських авторів або ж авторів палестинського походження,  написаних англійською, а також італійською, іспанською, данською, івритом та кількома іншими мовами.
Сальма Хадра Джайюзі та Ліана Бадр доводять своїми творами, що палестинська література може бути політичною. Ці письменниці наголошують на необхідності вираження палестинської "колективної ідентичності" та " правоти" своєї боротьби. Існує також своєрідний протест проти такої думки, який проявляється в тому, що палестинські митці "бунтують" проти необхідності "ангажування" їхнього мистецтва. Так, наприклад, поет Мурід Баргуті часто повторював, що "поезія – не державний службовець, не солдат, вона нікому нічого не повинна".
Роман Рули Джебраал "Міраль" розповідає історію про спробу жінки на ім'я Хінда Хусейні заснувати сиротинець в Єрусалимі після арабо-ізраїльської війни 1948 року, різанини у Дейр-Ясіні та створення держави Ізраїль.

### Романи та оповідання
Книга Сьюзан Абулхави "Ранки у Дженіні" (Mornings in Jenin) описує історію палестинської сім'ї, яка втратила свій дім під час війни 1948 року.
У романі "Розлом у часі" (A Rift in Time) автор Раджа Шехаде аналізує зв'язок між занепадом Османської імперії, британським колоніалізмом і палестинською самоідентифікацією. В романі йдеться про його двоюрідного діда Наджиба Нассара.
Короткі оповідання в палестинській літературі з'явилися завдяки таким письменникам, як Саміра Аззам.  Через цензуру письмових матеріалів короткі оповідання стали особливо популярними під час окупації завдяки відносній легкості їх розповсюдження. 
Письменник Атеф Абу Саїф згадував, що "Газа була відома як експортер апельсинів та оповідань" у 1980-х і 90-х роках.

### Поезія
Поезія, в якій використовуються класичні форми домусульманського періоду, залишається надзвичайно популярним видом мистецтва, нерідко збираючи багатотисячну палестинську аудиторію. Ще 20 років тому місцеві народні співці, які декламували традиційні вірші, були характерною рисою кожного палестинського містечка.
Після вигнання і втечі палестинців у 1948 році поезія перетворилася на спосіб політичного активізму. Серед тієї частини палестинців, що стала арабськими громадянами Ізраїлю після прийняття Закону про громадянство 1952 року, виникла так звана школа поезії опору, до якої належали такі поети, як Махмуд Дервіш, Самі Аль-Касім і Тавфік Зайяд.
Творчість цих поетів роками була майже невідомою широкому загалу арабського світу через відсутність дипломатичних відносин між Ізраїлем та арабськими урядами. Ситуація змінилася після того, як Гассан Канафані, ще один палестинський письменник у вигнанні в Лівані, опублікував збірку їхніх творів у 1966 році.
Твори Наталі Хандал, поетеси, драматургині та письменниці, яка отримала багато нагород, публікувалися в численних збірниках та часописах. Її перекладено дванадцятьма мовами. Вона сприяла розвитку міжнародної літератури через переклади, дослідницьку діяльність та публікацію збірки "Поезія арабських жінок" (The Poetry of Arab Women) , яка познайомила широку західну аудиторію з кількома арабськими жінками-поетесами.
Загалом, у своїх творах палестинські поети найчастіше звертаються до таких тем як велика любов та почуття болю і туги за втраченою батьківщиною.

### Хакаваті (Розповідь)
З давніх-давен мистецтво оповідання історій було незмінною частиною культурного життя в арабомовних країнах Близького Сходу. Не є винятком і сама традиція казок  "Тисяча і одна ніч". 
У кожному маленькому містечку чи селі Палестини мандрівні оповідачі, яких називали хакаваті, відвідували і розповідали відомі їм народні історії, часто вони це робили в чайханах. Казки хакаваті, які колись розповідали для всіх вікових категорій, тепер іноді з'являються в палестинській діаспорі у вигляді дитячих книжок.

### Хікайє (фольклор)
Палестинська хікайє – це форма усної літератури, яку створюють, виконують і зберігають жінки. Зазвичай хікайє розповідають взимку, виконавцями є старші жінки, які переказують їх молодим дівчатам і дітям.  Деякі версії хікайє були опубліковані у збірці 1989 року "Співай, пташко, співай знову" (Speak Bird, Speak Again). У 2008 році вони були внесені ЮНЕСКО до списку нематеріальної культурної спадщини.